# امیل آندره
 امیل آندره (انگلیسی: Émile André؛ ۲۲ اوت ۱۸۷۱ – ۱۰ مارس ۱۹۳۳) یک معمار، و طراح اهل فرانسه بود.